# Frank Yates
Frank Yates FRS (12 de maio de 1902 — 17 de junho de 1994) foi um matemático britânico.